# Baudizzone-Lestard
Baudizzone-Lestard y Asociados es un estudio de arquitectura argentino que ha trabajado desde 1966 hasta la actualidad, con un número de asociados que fue variando con el paso del tiempo. Alberto Varas y Tony Díaz fueron parte del equipo en etapas anteriores. 
Algunas de sus obras más importantes han sido el Barrio Centenario en la ciudad de Santa Fe, el Auditorio de Mendoza, la remodelación de antiguos docks para oficinas en Puerto Madero y el Parque de la Memoria en Buenos Aires, el complejo City Center Rosario en Rosario y el Hospital Zonal de Ushuaia.

## Historia

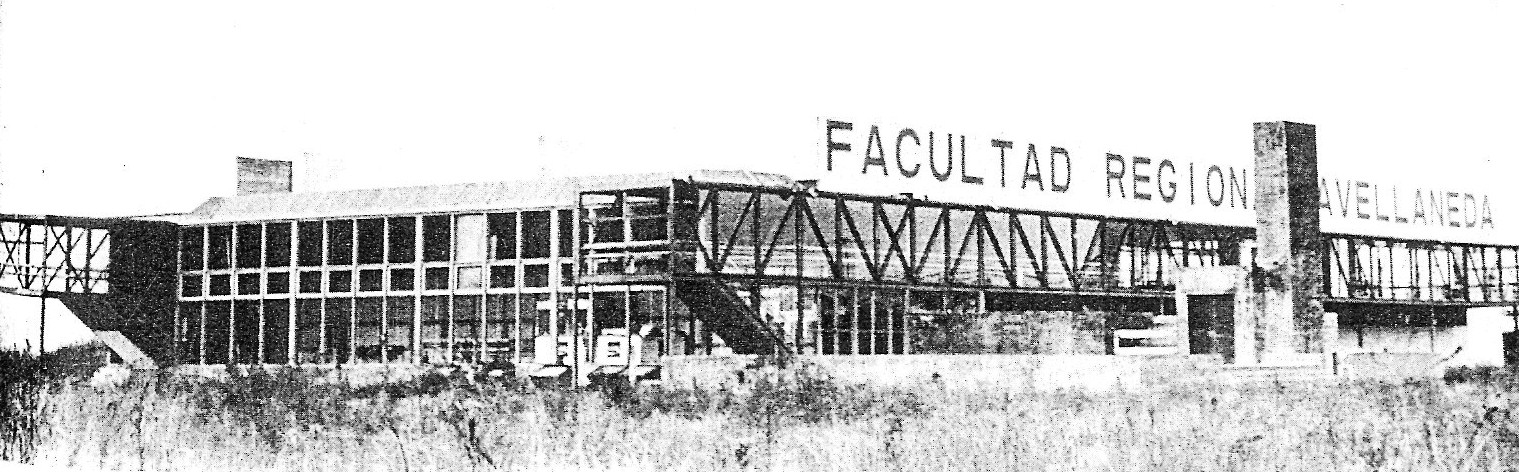
Facultad Regional Avellaneda de la UTN, primera obra del estudio

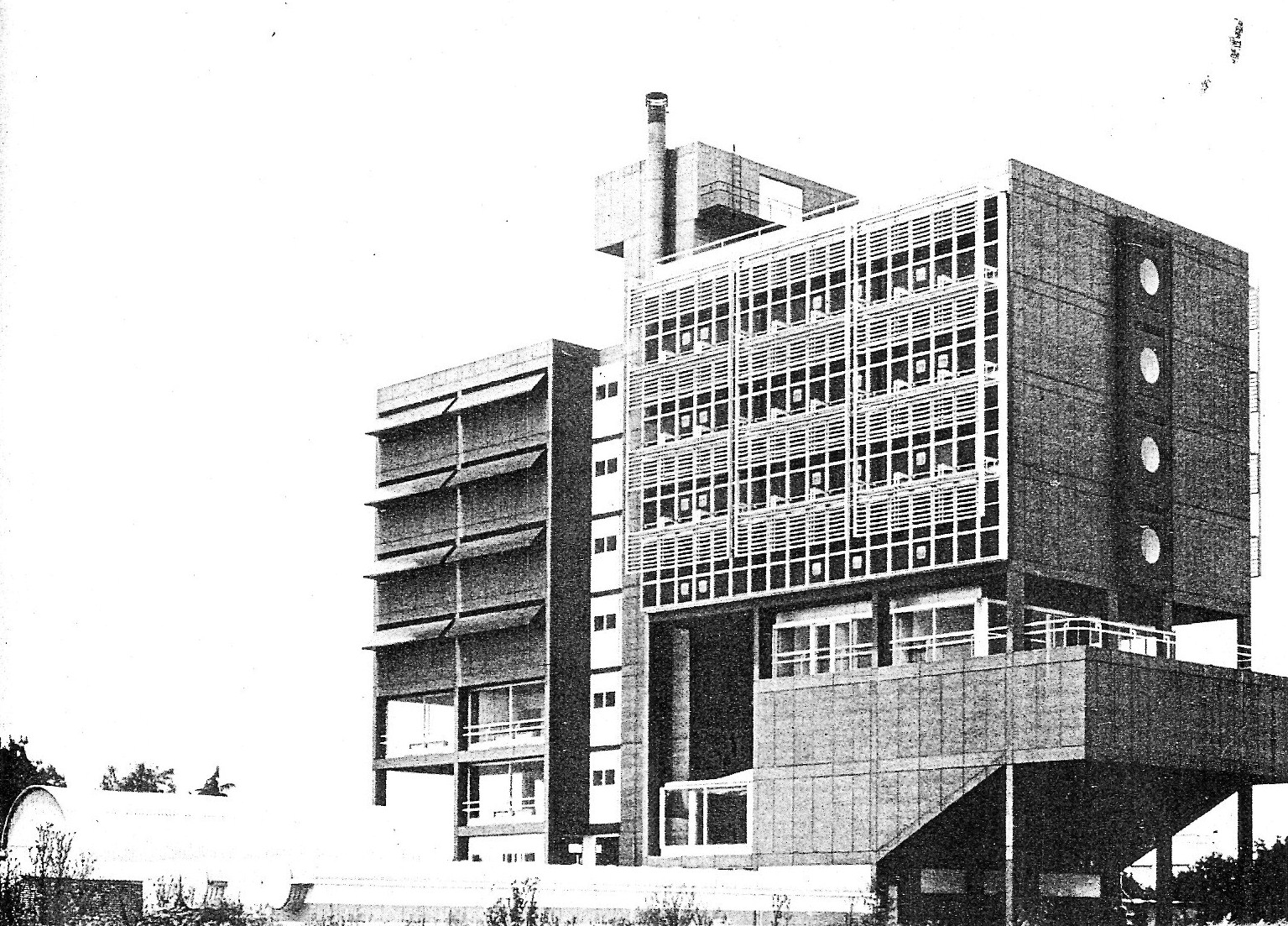
El Instituto de Investigaciones Científicas de la UNLP muestra una fuerte influencia de los edificios de Stirling

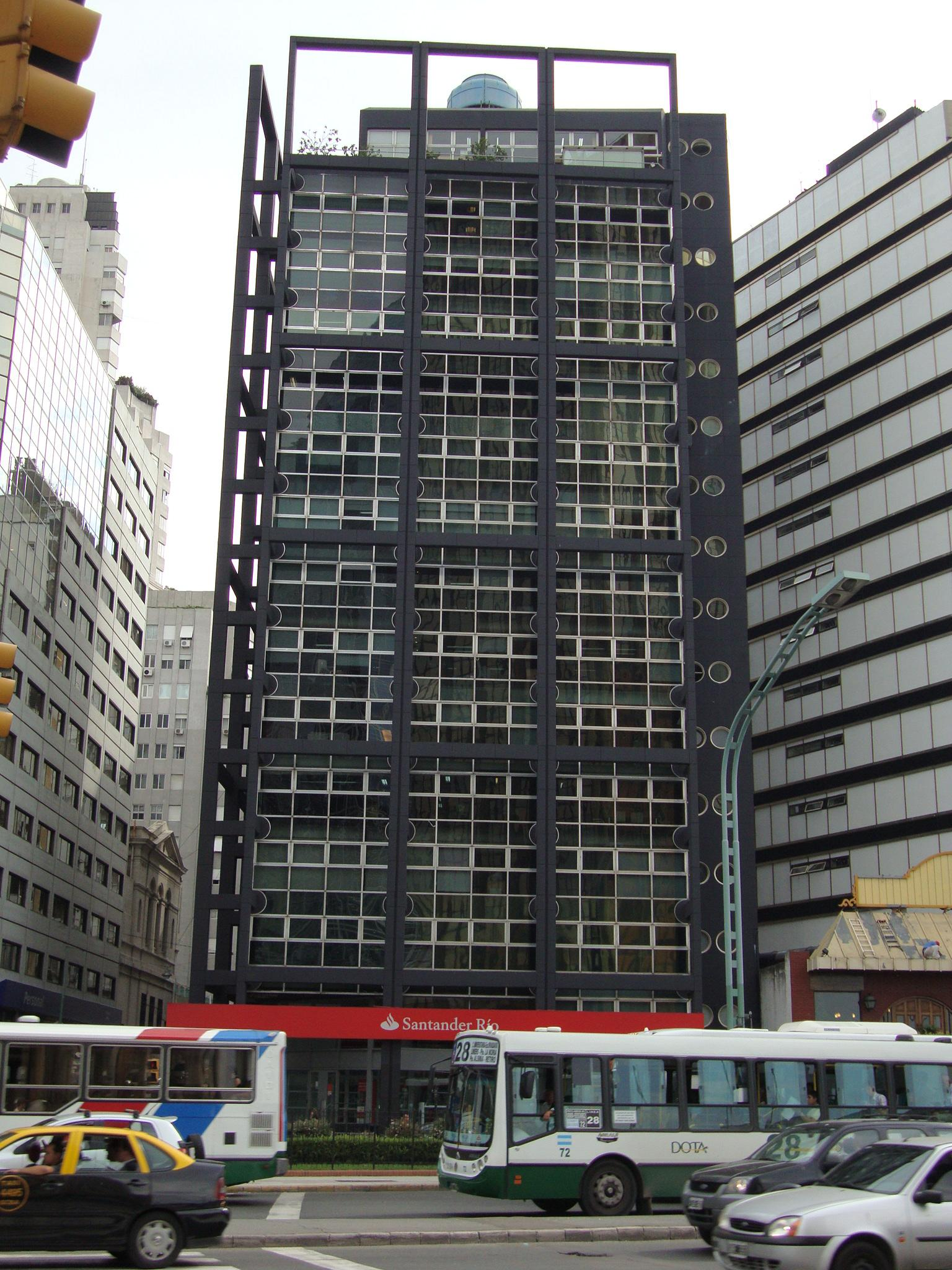
En el Edificio Estuario la estructura de hormigón armado sale por fuera de las fachadas vidriadas

El estudio fue formado en 1966 por Miguel Baudizzone, Jorge Erbin, Jorge Lestard y Alberto Varas, a los cuales se sumó Eithel Traine entre 1968 y su fallecimiento en 1972. El último socio en sumarse fue Antonio "Tony" Díaz, que participó del equipo entre 1972 y 1980, cuando abrió su propio estudio profesional. Erbin lo siguió, en 1984, trabajando en solitario hasta su fallecimiento en 1996, y finalmente Alberto Varas se independizó en el año 2000, quedando sólo Baudizzone y Lestard como socios. En 2002 el Estudio recibió el Premio Konex a la arquitectura.

## Estilo
El estudio ha formado parte de una importante generación de la arquitectura moderna argentina, junto con otros como MSGSSS, Aftalión-Bischof-Egozcué-Vidal y otros equipos formados en la década de 1960 que saltaron a la fama en un período en donde el Estado realizó una gran cantidad de concursos de arquitectura para diseñar hospitales, escuelas, centros culturales, villas vacacionales, auditorios y otras instalaciones.
Este grupo de estudios y figuras argentinas pertenece a la primera generación que rompe con la primera etapa de la arquitectura moderna, funcionalista y cercana al International Style, cuyas formas geométricas puras, el racionalismo y la universalidad de los diseños comenzaron a generar críticas por la pérdida de identidad de la nueva arquitectura y por su falta de flexibilidad y variedad formal. De la mano de nuevas figuras internacionales como James Stirling, Louis Kahn o Robert Venturi, nuevas obras buscaban pensar la arquitectura de otra manera, explotando la forma, el programa y los materiales de nuevas maneras.
Particularmente influidos por Stirling, los diseños de la primera época de Baudizzone-Erbin-Lestard-Varas (BELV) fueron analizadas por Marina Waisman: “(...) una nueva actitud frente a la arquitectura, que propone el sistema de partes componinles libremente como instrumento para lograr la flexibilidad de cambio y apertura, y la utilización de sistemas industrializados, que el movimiento moderno se había propuesto sin llegar a soluciones adecuadas.” En los diseños del estudio “las partes resultaban de la desestructuración del organismo arquitectónico, el cual es entonces legible como un conjunto de partes.”
Concibiendo la arquitectura de esta manera nueva “este equipo pensó en sistemas abiertos, que admitieran no solamente elementos de diversos sistemas constructivos sino aún elementos pertenecientes a industrias extrañas a la construcción. Esta especie de 'bricolajes' a gran escala permitió adaptar a cada una de las unidades tipológicas la solución constructiva más adecuada y económica”, como se ve en dos importantes obras de este primer período: el proyecto no-construido para la Facultad de Ciencias de La Plata, y el Hospital de Brandsen).

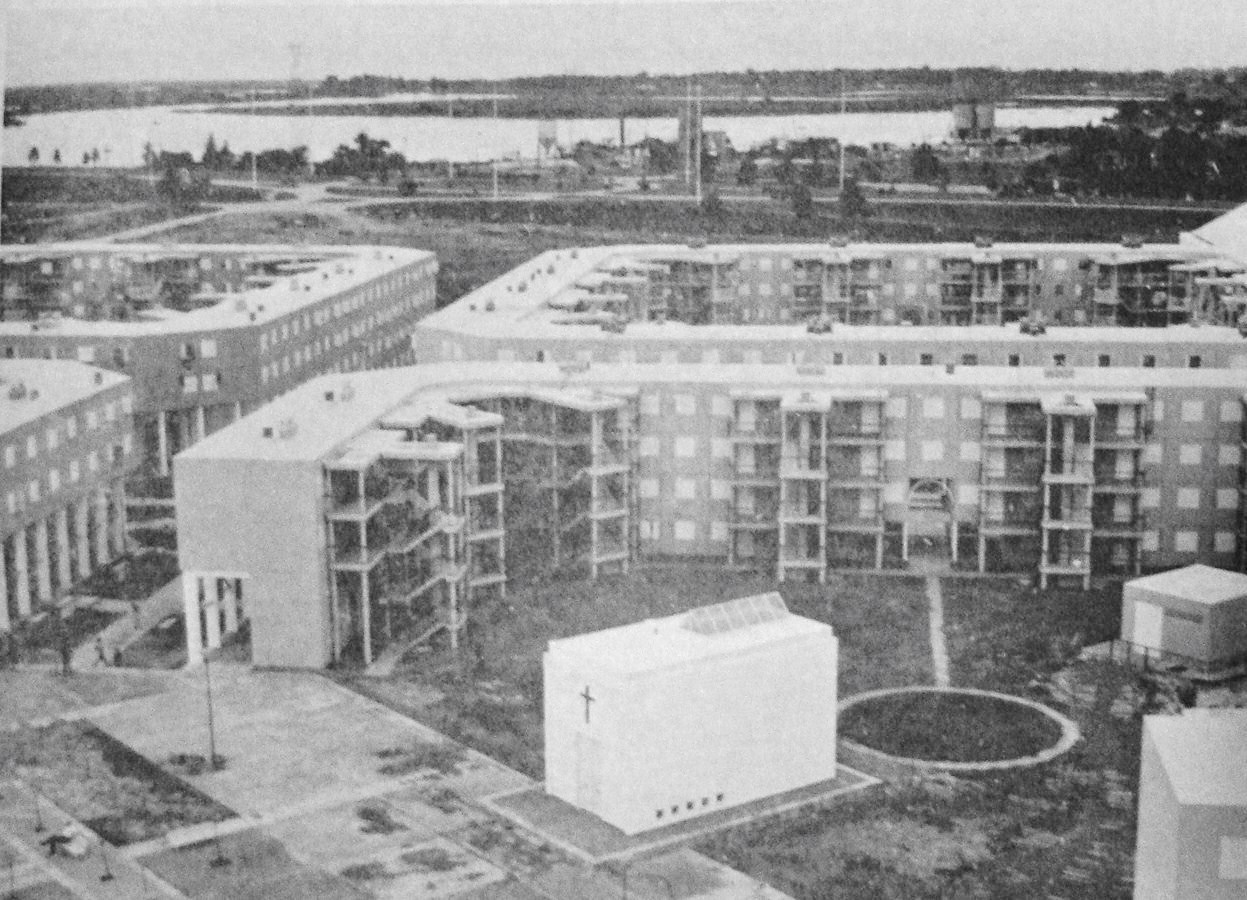
En el Barrio Centenario el diseño respeta el formato de damero de su entorno

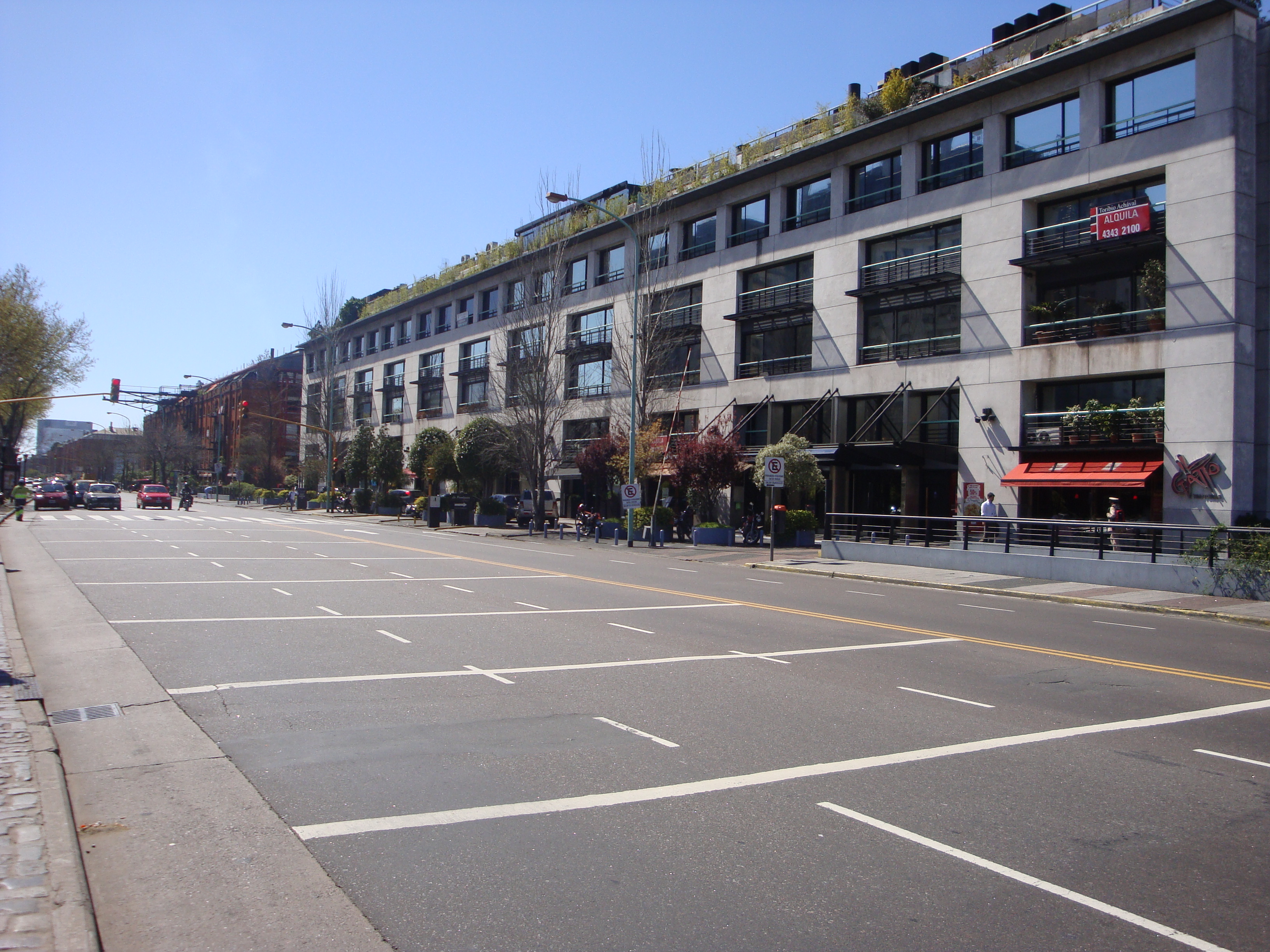
En el Dock 8 de Puerto Madero, los arquitectos respetaron las proporciones y la escala de los antiguos depósitos fiscales

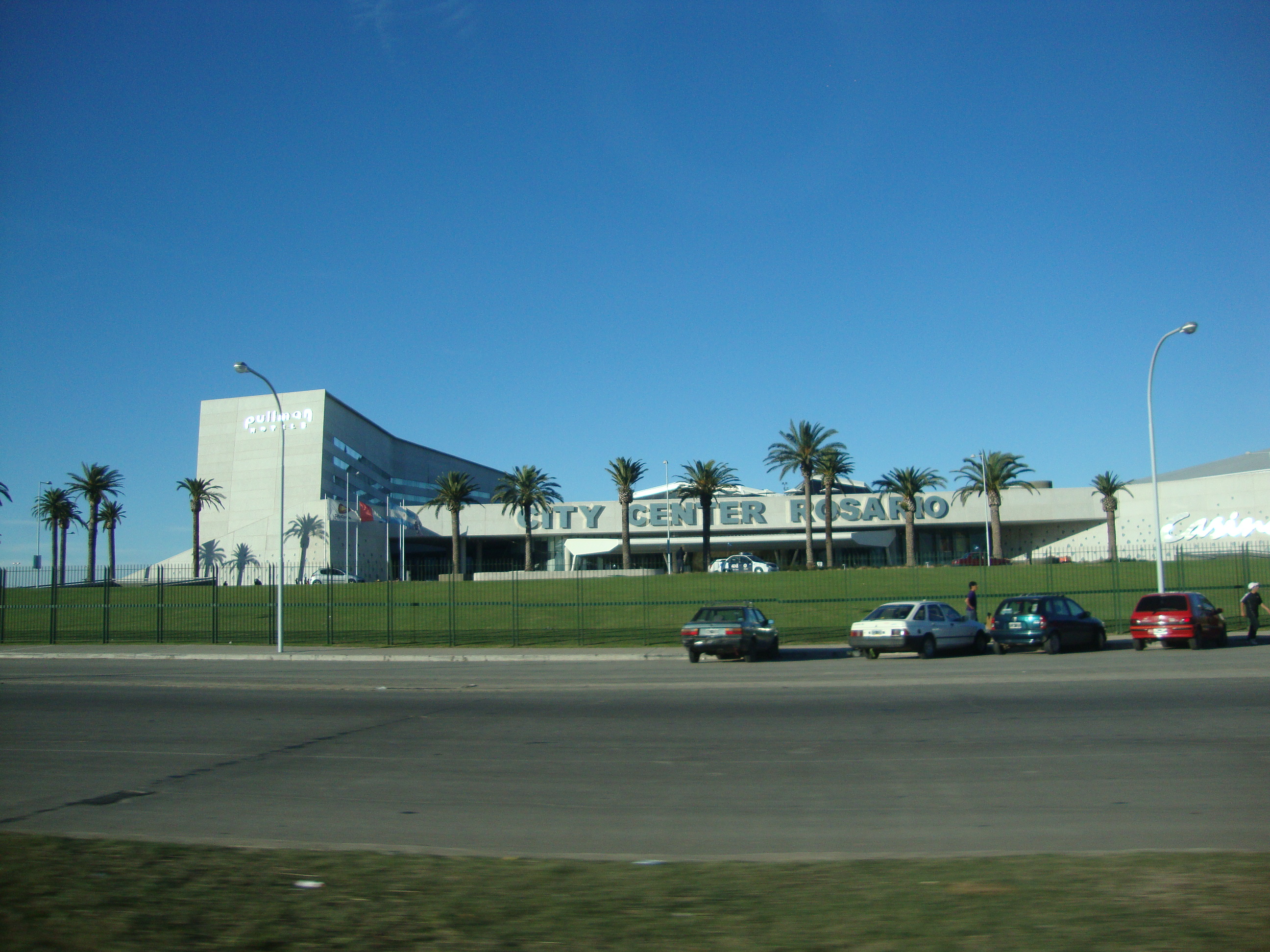
El City Center Rosario es presentado como el casino más grande de Latinoamérica

## Obras destacadas
Dentro de la extensa producción del estudio, se destacan las siguientes construcciones y proyectos (algunos de gran escala que no fueron construidos):
- 1966: Facultad Regional Avellaneda de la Universidad Tecnológica Nacional en Villa Domínico
- 1968: Instituto de Investigaciones Fisicoquímicas Teóricas y Aplicadas (INIFTA CONICET) de la Universidad Nacional de La Plata
- 1968: Facultad de Ciencias Exactas y Naturales de la Universidad Nacional de La Plata (1° Premio, no construida)
- 1971: Hospital Municipal en Brandsen
- 1972: Concurso Auditorio Ciudad de Buenos Aires (1° Premio, no construido)
- 1974: Edificio Libertad 565 en Buenos Aires
- 1975: Edificio Estuario en Buenos Aires
- 1977: Torre 25 de Mayo en Buenos Aires
- 1977: Edificio en Avenida Alem esquina Marcelo T. de Alvear en Buenos Aires
- 1978: Barrio Centenario (1289 viviendas) en Santa Fe
- 1978: Edificio para el Banco Hispano (Esmeralda 61) en Buenos Aires
- 1978: Torre Salguero esq. Cabello
- 1980: Hospital Regional "Gobernador Ernesto M. Campos" en Ushuaia
- 1980: Barrio Siderca en Campana
- 1993: Restauración del Dock 7 y edificio nuevo Dock 8 en Puerto Madero
- 1994: Velódromo y Cancha de Hockey para los Juegos Panamericanos de 1995 en Mar del Plata
- 1994: Auditorio Ángel Bustelo de Mendoza[2]
- 1994: Santa María del Plata (proyecto urbano)
- 1996: Reorganización del área de Retiro (1° Premio, no realizada)
- 1997: Edificios Dockitos en Puerto Madero[3]
- 1998: Parque de la Memoria y Reserva Natural en la Ciudad Universitaria de Buenos Aires[4][5]
- 1999: Restauración general de la terminal ferroviaria Retiro Mitre[6]
- 2000: Proyecto urbano para el Puerto Nuevo (1° Premio, no realizado)
- 2001: Ciudad Judicial en Comodoro Rivadavia (construcción paralizada)[7]
- 2005: Ciudad Aerolíneas en Ezeiza (no realizada)[8]
- 2005: City Center Rosario
- 2012: Proyecto para Museo de Ciencia y Tecnología en Pekín (asoc. Kelly–Lestard–Maldonado Arquitectos y Beijing Institute of Architectural Design)